# 裴柔
裴柔（8世纪—756年），唐朝宰相杨国忠的妻子，蜀郡人。

## 生平
裴柔是蜀地的倡优。
杨国忠娶裴柔为妻，生子：杨暄、杨昢、杨晓、杨晞。
马嵬坡之变，杨国忠被杀，裴柔和虢国夫人奔马至陈仓。裴柔对虢国夫人说：“娘子为我尽命。”虢国夫人将裴柔刺杀。
虢国夫人自刎不死，县吏把他关到狱中。她对县吏说：“你们是国家官吏？还是贼？”县吏说：“互有之。”血凝至喉而死，在城外埋葬了。